# Ustrino

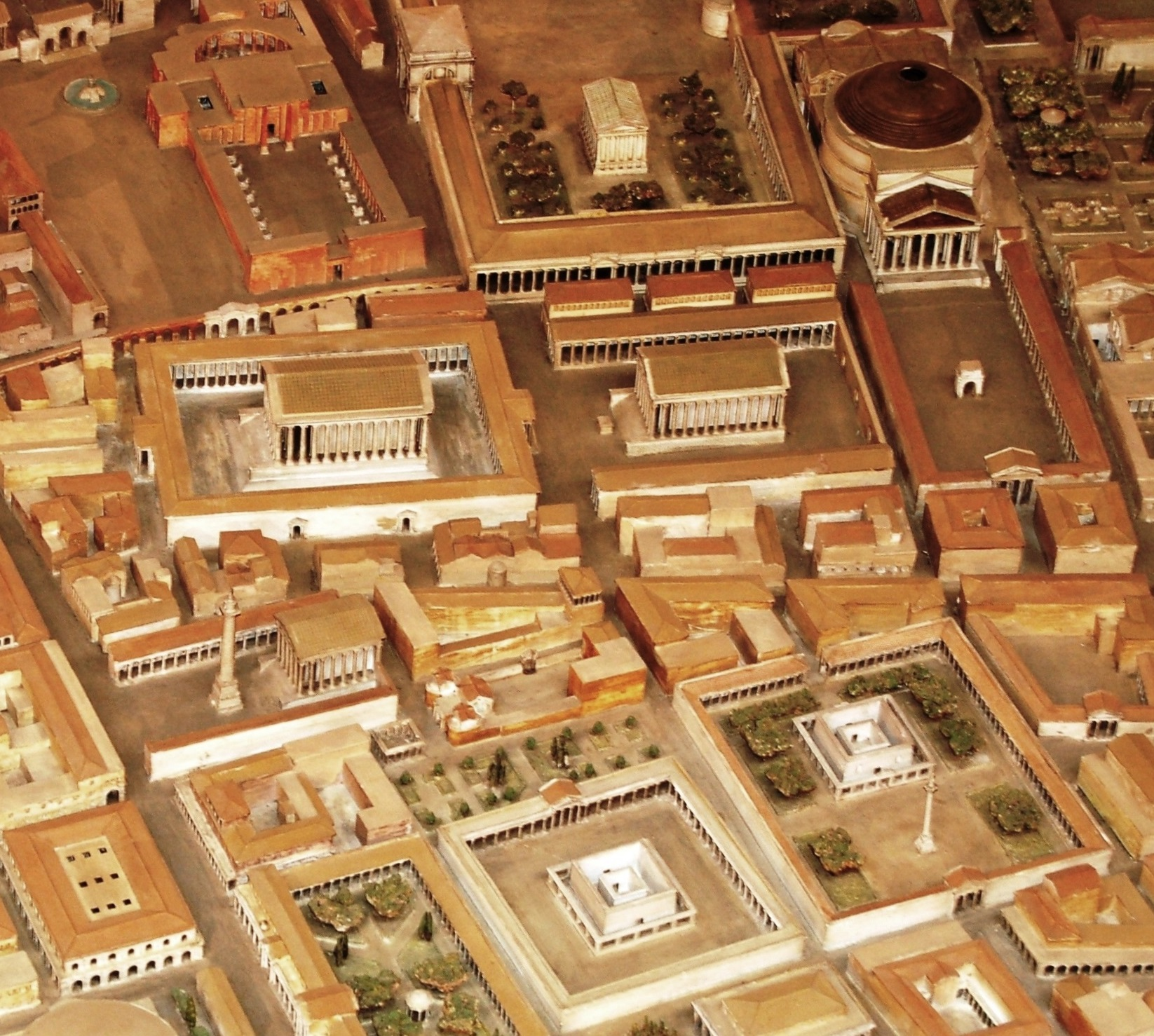
Maquete de Roma mostrando a região do Campo de Marte. O "Ustrino dos Antoninos" é a estrutura no canto inferior direito, com um templo e a Coluna de Antonino Pio logo à frente. No local hoje está a piazza di Montecitorio. À esquerda dele, no centro da parte de baixo da imagem, está o "Ustrino de Marco Aurélio".

Ustrino (em latim: Ustrinum; pl. Ustrina) era, na Roma Antiga, o local onde se montavam piras funerárias, o equivalente romano das antigas kaustra (καύστρα) gregas.

## Ustrino da Casa de Augusto
O Ustrino da casa de Augusto (conhecido em latim como Ustrinum Domus Augustae) foi o local da pira do imperador Augusto no Campo de Marte, onde hoje está o Mausoléu de Augusto. Estrabão descreve o local como um local fechado de travertino com uma grade de metal (presumivelmente no alto dos muros) e com choupos negros plantados no interior. Uma fina urna de alabastro e seis cipos retangulares de travertino foram encontrados em escavações realizadas em 1777 na esquina da via del Corso com a via degli Otto Cantonia (moderna via dei Pontefici). Estes tinham inscrições de vários membros da casa imperial, os três filhos e uma filha de Germânico, Tibério, o filho de Druso, e um certo Vespasiano. É muito provável que estes cipos, ou pelos menos os três primeiros, que terminam todos com a fórmula "hic crematus est" ("cremados aqui") tenham pertencido ao ustrino. Se isto for verdade, sua localização seria o lado leste do Mausoléu de Augusto. Com base nesta hipótese, o quarto e o quinto cipos, que trazem a fórmula "hic situs este" (ou "hic sita est" - "jazem aqui"), podem ter pertencido ao Mausoléu. Hirschfeld, porém, refuta esta possibilidade, principalmente por causa do material e da forma destes cipos.

## Ustrino dos Antoninos
Os restos desta antiga estrutura romana foram descobertos em 1703 sob a Casa della Missione, a noroeste da Piazza di Montecitorio, no mesmo eixo formado pelas colunas de Antonino Pio e Marco Aurélio. Era composto por três áreas fechadas quadradas, uma dentro da outra. Os muros das duas interiores eram de travertino e o da exterior, de uma mistura de travertino, no qual estavam quatro pilares do mesmo material com uma grade de ferro entre elas. A área mais interna era um quadrado de treze metros de lado, a intermediária, de vinte e três, e a exterior, trinta metros. Um espaço livre, com três metros de largura foi deixado entre os muros de cada uma das áreas. A entrada era pelo sul.
O arquiteto e topógrafo Francesco Bianchini batizou este lugar de "Ustrino dos Antoninos" (em latim: Ustrinum Antoninorum) supondo que este seria o local da pira funerária dos membros da dinastia. Esta possibilidade não recebeu refutação, embora seja possível atribuir à antiga Coluna de Antonino Pio o local do grande altar de sacrifícios das deificações dos imperadores da época. Lanciani sugere que este pode ter sido o "Ustrino de Antonino Pio e Faustina" (Ustrinum Antonini Pii et Faustinae), enquanto que outra estrutura similar, cujas ruínas foram encontradas em 1907, a uns poucos metros a nordeste da primeira, seria o "Ustrino de Marco Aurélio" (Ustrinum M. Aurelii Antonini).

## Localização
| Planimetria do Campo de Marte central |
| --- |
| Termas de Nero Estádio de Domiciano Panteão Basílica de Netuno Termas de Agripa Estagno ? Odeão de Domiciano Ínsulas da época de Adriano Galpões militares? Galpões militares? Galpões militares? Septa Júlia Diribitório Pórtico dos Deuses Água Virgem Arco de Cláudio Pórtico de Vipsânia Quartel da I coorte dos vigiles Iseu Templo de Minerva Calcídica Altar de Marte Via Flamínia Via Flamínia Templo de Adriano Templo de Matídia Teatro de Pompeu Templos do Largo Argentina Pórtico de Minúcio Coluna de Marco Aurélio T. de M. Aurélio e Faustina (?) Arco de M. Aurélio (?) Coluna de Antonino Pio Ustrino de Faustina Maior Ustrino de Faustina Menor Via Reta Pórtico e Templo de Bom Evento Pórtico de Pompeu Arco Novo Pórtico de Meleagro Pórtico dos Argonautas Piazza della Rotonda Vila Pública |